# Клепали (заказник)
Клепали — ботанічний заказник місцевого значення в Україні. Розташований у межах Носівського району Чернігівської області, на північний захід від села Лісові Хутори. 
Площа 446 га. Статус присвоєно згідно з рішенням Чернігівської обласної ради від 11.04.2000 року. Перебуває у віданні ДП «Ніжинське лісове господарство» (Носівське л-во, кв. 13, 14, 21-25). 
Статус присвоєно для збереження частини лісового масиву, в якому зростають дуб, липа, вільха, береза, ясен, осика. 